# Asclepias albicans
Asclepias albicans är en oleanderväxtart som beskrevs av S. Wats.. Asclepias albicans ingår i släktet sidenörter, och familjen oleanderväxter. Inga underarter finns listade i Catalogue of Life.